# Bartók István (pap)
Bartók István (Eger, Heves és Külső-Szolnok vármegye, 1850. augusztus 18. – Jászberény, 1892. február 1.) egri egyházmegyei katolikus áldozópap, gimnáziumi tanár.

## Életútja
1873-ban szentelték pappá, majd Egerben volt káplán; innét 1879-ben Jászberénybe ment, ahol gimnáziumi tanár lett, hittant, német nyelvet és irodalmat adott elő.
Értekezései a Tájékozóban (1879.), az Egri Egyházmegyei Közlönyben (1874. 1876. 1878.), a Katholikus Szemlében (1879.), az egri Irodalmi Szemlében (1875-től -k. -n. jegy alatt) jelentek meg.

## Munkái
- Ibolyaszál Ipolyi Arnold püspökké szenteltetésére. Eger, 1872. (Költemény.)
- Pázmány Péter. Élet- és korrajz. Eger, 1878. (Egri Népkönyvtár III.)
- Vallásszabadság, vagy egyház és állam. Pályanyertes mű. Uo. 1879.
- A pálinkaivásról, a magyar nép számára. Jászberény, 1879. (Ism. Uj M. Sion.)
- Értesitő a jászberényi ipariskola 1884/5-1899/90. évi állapotáról. Uo. 1885-1890.
- Évkönyv a jászberényi kath. iparos segédek társulatának 1886-1889. évi állapotáról. Uo. 1886-1890.
- Tájékozó a jászberényi nőegylet működéséről 1879-90-ig. Uo.